# Catwalk Criminal
Catwalk Criminal is de achttiende single van rockband Kane. Het nummer ging in de nieuwjaarsnacht van 2008 bij de Erasmusbrug te Rotterdam in première. De single werd op 21 januari 2008 uit op download en op 25 januari 2008 fysiek als cd-single en maxisingle) uitgebracht als de leadsingle van de bands zevende studioalbum Everything You Want. Twee weken later debuteerde de single op de zesde plaats in de Nederlandse Top 40. Het succes was echter van korte duur, na zes weken was het nummer alweer uit de Top 40 verdwenen.

## Tracklist

### Downloadbundel
Alle muziek en teksten zijn geschreven door Woesthoff, Ottestadt. 
| Nr. | Titel                                           | Duur  |
| --- | ----------------------------------------------- | ----- |
| 1.  | Catwalk Criminal                                | 02:56 |
| 2.  | Catwalk Criminal (Instrumental Mix)             | 02:54 |
| 3.  | Catwalk Seduction Mix (Kasper Björke Remix '08) | 04:09 |

### Maxisingle
Alle muziek en teksten zijn geschreven door Woesthoff, Ottestadt. 
| Nr. | Titel                                           | Duur  |
| --- | ----------------------------------------------- | ----- |
| 1.  | Catwalk Criminal                                | 02:56 |
| 2.  | Catwalk Criminal (Instrumental Mix)             | 02:54 |
| 3.  | Catwalk Seduction Mix (Kasper Björke Remix '08) | 04:09 |
| 4.  | Catwalk Criminal Video                          |       |

## Hitnotering
| Catwalk Criminal in de Nederlandse Top 40 - binnen: 9 februari 2008 | Catwalk Criminal in de Nederlandse Top 40 - binnen: 9 februari 2008 | Catwalk Criminal in de Nederlandse Top 40 - binnen: 9 februari 2008 | Catwalk Criminal in de Nederlandse Top 40 - binnen: 9 februari 2008 | Catwalk Criminal in de Nederlandse Top 40 - binnen: 9 februari 2008 | Catwalk Criminal in de Nederlandse Top 40 - binnen: 9 februari 2008 | Catwalk Criminal in de Nederlandse Top 40 - binnen: 9 februari 2008 | Catwalk Criminal in de Nederlandse Top 40 - binnen: 9 februari 2008 |
| Week                                                                | 1                                                                   | 2                                                                   | 3                                                                   | 4                                                                   | 5                                                                   | 6                                                                   |                                                                     |
| ------------------------------------------------------------------- | ------------------------------------------------------------------- | ------------------------------------------------------------------- | ------------------------------------------------------------------- | ------------------------------------------------------------------- | ------------------------------------------------------------------- | ------------------------------------------------------------------- | ------------------------------------------------------------------- |
| Nummer                                                              | 6                                                                   | 4                                                                   | 6                                                                   | 10                                                                  | 13                                                                  | 36                                                                  | uit                                                                 |

## Personeel
Catwalk Criminal
- Producer: Scott Jacoby, D.
- Co-producer: Ottestadt, Kane
- Mixer: Scot Jacoby
- Mastering: Vlado Meller

Catwalk Criminal (Instrumental mix)
- Producer: Scott Jacoby, D.
- Co-producer: Ottestadt, Kane
- Mixer: Scot Jacoby
- Mastering: Sander van der Heide[2]

Catwalk Seduction Fever (Kasper Bjørke Remix '08)
- Remix: Kasper Bjørke
- Mastering: Sander van der Heide

Killer on the Catwalk (Reyn Remix '08)
- Remix:Reyn Ouwehand
- Mastering: Sander van der Heide

Catwalk Criminal Video
- Productie: Gun Productions
- Regie: Bjørn Tagemose